# Kosmos 2286
Kosmos 2286, ruski satelit sustava ranog upozorenja o raketnom napadu, iz programa Kosmos. Vrste je US-K (Oko).
Lansiran je 5. kolovoza 1994. godine u 1:12 s kozmodroma Pljesecka u Rusiji. Lansiran je u visoku orbitu oko planeta Zemlje raketom nosačem Molnija-M/2BL8K78M. Orbita mu je 589 km u perigeju i 39.755 km u apogeju. Orbitna inklinacija mu je 62,92°. Spacetrackov kataloški broj je 23194. COSPARova oznaka je 1994-048-A. Zemlju obilazi u 717,56 minuta. Pri lansiranju bio je mase 1900 kg. 

## Vanjske poveznice
- N2YO.com Search Satellite Database
- Celes Trak SATCAT Format Documentation (engl.)
- Kunstman  Arhivirana inačica izvorne stranice od 12. kolovoza 2019. (Wayback Machine) Satellites in Orbit (engl.)